# François-Adolphe de Bourqueney
Françoise-Adolphe de Bourqueney (Parigi, 7 gennaio 1799 – Parigi, 26 dicembre 1869) è stato un diplomatico francese.
Fu ambasciatore francese in Turchia (1841-1848), poi a Vienna (1853-1859) e infine senatore (1856).
Nel 1856 fu plenipotenziario francese al congresso di Parigi e nel 1859 alla pace di Zurigo, che mise fine alla guerra tra Francia e Austria.